# Heodes hiere
Heodes hiere är en fjärilsart som beskrevs av Fabricius 1787. Heodes hiere ingår i släktet Heodes och familjen juvelvingar. Inga underarter finns listade i Catalogue of Life.